# Kościół Matki Boskiej Częstochowskiej w Przeborowie
Kościół Matki Boskiej Częstochowskiej w Przeborowie – szachulcowy katolicki kościół filialny (niegdyś ewangelicki) znajdujący się w Przeborowie (gmina Drezdenko, Puszcza Drawska). 
Pierwsza świątynia w tym miejscu pochodziła z XVI wieku, ale w 1694 była już w bardzo złym stanie technicznym, dlatego wzniesiono nowy obiekt (obecny) w 1715. Został on zniszczony przez Rosjan podczas wojny siedmioletniej. Świątynię odbudowano w 1763 z użyciem elementów poprzedniej świątyni. Była ona następnie kilka razy remontowana, m.in. w XIX wieku oraz w 1927, kiedy to zmieniono podwalinę. Po 1945 kościół objęli katolicy. Wydzielono wtedy zakrystię w narożniku północno-zachodnim. Już po wojnie uległa zniszczeniu chrzcielnica i częściowo ołtarz. W 1956 całkowicie opuszczono kościół - przyczyną był zły stan techniczny. Wyposażenie wyekspediowano wtedy do innych świątyń, m.in. do Krzyża (kościół św. Antoniego) wysłano prospekt organowy. Późnogotycki ołtarz przekazano do Muzeum Ziemi Lubuskiej w Zielonej Górze. Obecnie świątynia jest w ruinie i będąc własnością prywatną grozi zawaleniem. 
Salowy kościół wzniesiono na planie prostokąta, a konstrukcję szkieletową wypełnia cegła. Obiekt kryty dachem trójspadowym, a niewielka wieża wychodząca z kalenicy zachodniej dachem dwuspadowym. W bocznych elewacjach wieży umieszczono otwory wentylacyjno-akustyczne. Zachowana jest oryginalna stolarka (drzwi i okna). Drewniany portal istniejący od południa jest unikatem dla szkieletowej architektury regionu. 
Obok kościoła stoi otwarta drewniana dzwonnica z XIX wieku, pokryta dachem dwuspadowym.